# Julius Oscar Brefeld
Julius Oscar Brefeld (Telgte, 19 agosto 1839 – Berlino, 12 gennaio 1925) è stato un botanico e micologo tedesco.

## Biografia
Studiò farmacia a Heidelberg e a Berlino, e poi servì come assistente di Anton de Bary (1831-1888) presso l'Università di Halle. Nel 1878 divenne professore di botanica presso Hochschule für nachhaltige Entwicklung Eberswalde e nel 1882 fu professore di botanica all'Università di Münster, nonché direttore degli orti botanici. Nel 1898 successe a Ferdinand Cohn (1828-1898) come professore presso l'Università di Breslavia. Nel 1898 Brefeld fu colpito da un glaucoma, e successivamente divenne completamente cieco. La sua malattia lo costrinse a ritirarsi dall'università nel 1909.
Brefeld ebbe successo nelle sue opere nel campo della micologia, in particolare per i suoi scritti sui heteroecious, funghi, uredinales e fuliggine.
Sperimentò delle tecniche per la coltura dei funghi (usando la gelatina animale come supporto solido), ed in tal modo, fu in grado di studiare la vita delle diverse specie di funghi.
È accreditato per aver fornito la nomenclatura binomiale per i generi e le specie di funghi, come i Conidiobolus, Heterobasidion, Oligoporus e Polysphondylium (genere di funghi mucillaginosi), e molti altri. Egli è ricordato con Anton de Bary, per la ricerca sui lieviti, nonché per la natura sessuale dei funghi (Brefeld sosteneva che funghi superiori erano privi di sessualità).
Il genere Brefeldia della famiglia Stemonitaceae porta il suo nome. Ogni due anni, la Deutschen Gesellschaft für Mykologie offre l ' "Oscar-Brefeld-Preis" per giovani scienziati per il lavoro nel campo della micologia.

## Opere principali
- 1872 - 1881: Botanische Untersuchungen über Schimmelpilze.
- 1874: Botanische Untersuchungen über Schimmelpilze: Die Entwicklungsgeschichte von Penicillium.
- 1877: Botanische Untersuchungen über Schimmelpilze: Basidiomyceten.
- 1881: Botanische Untersuchungen über Hefenpilze: Die Brandpilze.
- 1883: Botanische Untersuchungen über Hefenpilze.
- 1884 - 1912: Untersuchungen aus dem Gesammtgebiete der Mykologie - 15 volumi.
- 1888: Untersuchungen aus dem Gesammtgebiete der Mykologie: Basidiomyceten II: Protobasidiomyceten Studies.
- 1889: Untersuchungen aus dem Gesammtgebiete der Mykologie: Basidiomyceten III: Autobasidiomyceten und die Begründung des natürlichen Systemes der Pilze.
- 1895: Untersuchungen aus dem Gesammtgebiete der Mykologie: Hemibasidii: Brnadpilze III.
- 1895: Untersuchungen aus dem Gesammtgebiete der Mykologie: Die Brandpilze II.
- 1905: Untersuchungen aus dem Gesammtgebiete der Mykologie: Brandpilze (Hemibasidii) IV.
- 1912: Untersuchungen aus dem Gesammtgebiete der Mykologie: Die Brandpilze V.